# Johannes Pietzonka
Johannes Pietzonka (* 31. Dezember 1904 in Mittweida; † 6. Juni 1989 in Thum) war ein deutscher Lehrer und Heimatforscher. Insbesondere seine Forschungen zu dem erzgebirgischen Wildschützen und Volkshelden Karl Stülpner haben ihn bekannt gemacht.

## Leben

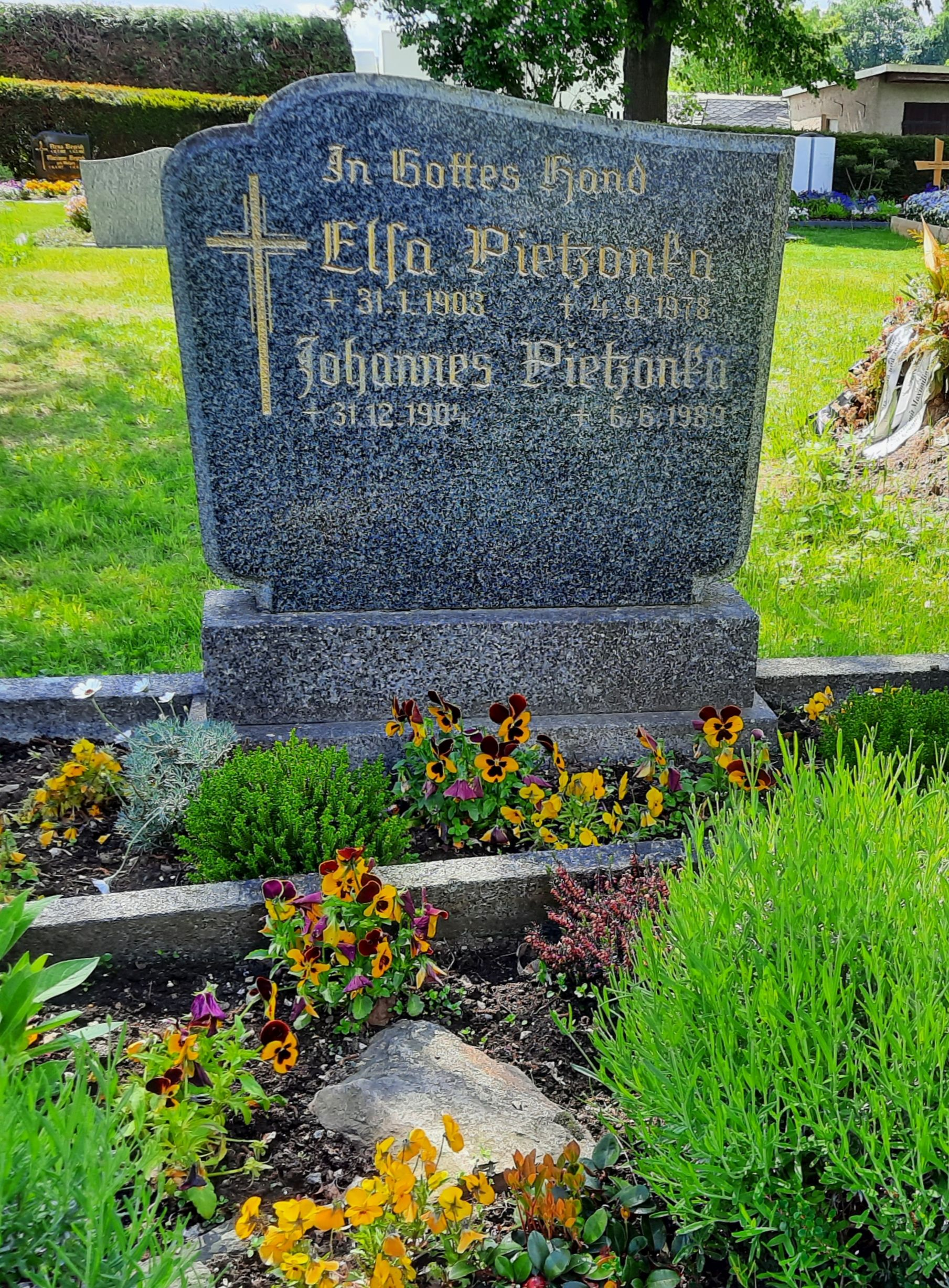
Grab auf dem Friedhof von Großolbersdorf (2022)

Pietzonka kam in den 1920er Jahren ins Erzgebirge, war von 1932 bis 1936 Lehrer am Deutschen Handelsgymnasium in Russe und ab 1940 Lehrer in Großolbersdorf. Als Folge der Entnazifizierung war er ab 1945 als Waldarbeiter und Bergarbeiter tätig. 1952 konnte er seine Tätigkeit als Lehrer wieder aufnehmen, zuerst in Wolkenstein und dann in Großolbersdorf.
Ab 1952 befasste er sich mit dem Leben von Karl Stülpner. 1963 erschien seine Biografie Der Wildschütz Karl Stülpner zum ersten Mal. Eine zweite Auflage des Buches erfolgte erst 1973 nach einem befürwortenden Gutachten des Literaturwissenschaftlers Klaus Walther. Pietzonkas Verdienst ist die Erforschung der „dunklen Kapitel“ in Stülpners Leben sowie die Einordnung seiner Rebellion in das soziale und politische Umfeld der damaligen Situation im Erzgebirge.
Aufgrund seiner hervorragenden Sprachkenntnisse übersetzte er technische Texte ins Russische und war auch an der Übersetzung russischer Texte beteiligt.
Im Bereich der Heimatforschung widmete er sich neben der Person Stülpner unter anderem der Spitznamensforschung in Großolbersdorf.